# Iris Winnifred King
Iris Winnifred King née Ewart (1910–2000), sinh ra ở Kingston, Jamaica, West Indies, vào ngày 5 tháng 9 năm 1910. Bà theo học trường trung học kỹ thuật Kingston  tại Kingston và sau đó là Đại học Roosevelt ở Chicago, nơi bà học ngành khoa học chính trị và hành chính công từ năm 1951–1953.
Giai đoạn 1958–1959, bà là thị trưởng của Kingston và là người phụ nữ đầu tiên giữ vị trí đó.